# Das Glücksspiel
Das Glücksspiel ist ein Roman von Gabriele Wohmann, der 1981 bei Luchterhand in Darmstadt erschien.
Manfred Jurgensen – siehe unten unter Sekundärliteratur – rechnet das Buch der Frauenliteratur zu.

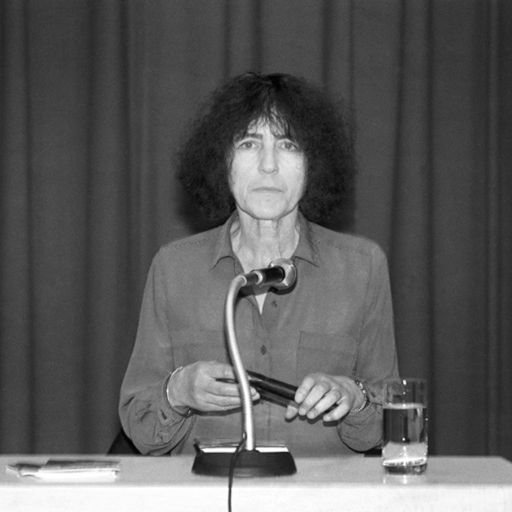
Gabriele Wohmann (1992)

## Handlung
Der Sommer 1980, in dem die junge Klavierlehrerin Elisabeth Siemer, Lilly genannt, die Beherrschung verliert, ist sehr heiß.
Lillys Mann Theo hat sich mit einer gewissen Ingrid Klein aus dem Staube gemacht, nachdem er seine Scheidungsabsicht artikuliert hat. Theos Sohn Arthur, den er vor Jahren als Zwölfjährigen mit in die Ehe gebracht hatte, arbeitet inzwischen als Fernmeldetechniker und lebt weiter im Haushalt der sonst kinderlosen Stiefmutter. Dem nicht genug. Auch Claudia Grübler, die drei Kinder und einen Mann hat, nutzt ihre Freundin Lilly schamlos aus. Ihren Onkel Oswald, einen in jeder Lebenslage auf sein körperliches Wohlbefinden bedachten Pensionär, hat sie in Lillys Haushalt auf Dauer untergebracht. Manchmal bestimmt Onkel Oswald einfach die Abfolge der abendlichen TV-Sendungen. Ansonsten stecken die beiden männlichen Parasiten die Beine unter Lillys Küchentisch und lassen sich von der Hausfrau bedienen. Einen Dank erfährt Lilly für ihre tägliche Einsatzfreude nicht; vom wortkargen Arthur sowieso nicht und Onkel Oswald bemäkelt sogar das Abendbrot. Lilly, noch keine dreißig, braucht einen Mann. Als sie sich in oben genannter Sommerhitze dem während der Pubertät hoch aufgeschossenen kräftigen Arthur nähert, bekommt sie ein verletzendes „Hau ab“ zu hören. Das ist zu viel. Lilly schlägt den jahrelang ins Herz geschlossenen und auf einmal verhassten Stiefsohn in ihrer Küche vor dem offenen Eisschrank mit einer Grapefruitkonserve bewusstlos. Arthur überlebt zwar mit einer „stumpfen Gehirnerschütterung“, trägt aber doch einen Schaden davon. Von nun an untersucht „der alte Spanner“ Onkel Oswald, der den Tathergang beobachtet hat, das Speisenangebot Lillys misstrauisch und misstrauischer. Dieses neue Verhalten gipfelt darin: Onkel Oswald lässt auf dem Dritten Polizeirevier den Inhalt einer Suppenterrine, von Lilly angerichtet, nach verräterischen Spuren untersuchen. Die falsche Freundin Claudia Grübler macht Lilly mit einem Dr. Klaus Feldmann bekannt. Der Mediziner beschläft Lilly wochenlang. Im Bett bekommt Dr. Feldmann nicht heraus, weshalb Lilly in der Küche mit der Konserve zugeschlagen hat. So verlässt er die Frau und bleibt auf Nimmerwiedersehn verschwunden. Lilly hat mit den Männern kein Glück; hat – um mit dem Romantitel zu sprechen – ihr Glücksspiel dreimal verloren. Es sieht so aus, als habe Dr. Feldmann gegenüber Theo oder auch gegenüber Claudia seine Zweifel geäußert, dass Lilly ganz bei Troste sei.
Ein halbes Jahr vergeht. Lilly fragt sich beim Schneeschippen: Warum habe ich mich von Arthurs Begräbnis fernhalten lassen? Nach John Lennons Ableben hatte Arthur seinem Idol an den Tod folgen und Lilly vergeblich zu einem Doppel-Suizid überreden wollen. Die Stiefmutter hatte Arthur für schizophren gehalten.
Claudia, Theo und Onkel Oswald erreichen ihr Ziel. Lilly wird ins Dritte Polizeirevier abgeführt.

## Kriminelles
Der Erzähler entfernt sich eigentlich nicht weit von Lilly. Mitunter wird allerdings Vorgeschichte hereingeholt und zwar nicht chronologisch, sondern in Zeitsprüngen hin und her. Einerseits breitet Gabriele Wohmann glaubhaft aus, wie der Mensch innen wirklich aussieht. Andererseits überrascht der Romanschluss. Es stellt sich heraus, Gabriele Wohmann hat so etwas Ähnliches wie einen Kriminalfall vorgetragen. Zumindest betrachten Lillys Angehörige die Klavierlehrerin als eine Kriminelle. Nun zeigt die nähere Beaugenscheinigung des Textes, dass Gabriele Wohmanns Vortrag dem Leser unter einem Wust von Nebensachen alles zum „Fall“ gehörige verschleiert und fast nichts sagt. Das fängt mit solchen scheinbaren Kleinigkeiten wie Gabriele Wohmanns Interpunktion an. Dialoge werden grundsätzlich – wie in allen ihren Romanen – ohne Anführungszeichen „interpunktiert“. Das hat eine fatale Folge. Der so eingelullte Leser verliert den „Kriminalfall“ schließlich aus dem Blick. Lilly wird also am Romanende von der Polizei abgeführt. Das zwingt den von Gabriele Wohmann durch nebensächlichen Wortschwall genasführten Leser auf der Frage nach dem Warum zum Zurückblättern. Dabei tun sich weitere schwer oder nicht beantwortbare Warums auf: Warum tritt Theo erst am Romanende im auf den Hochsommer folgenden Winter in die Handlung ein und spricht Lilly vernünftiges Verhalten ab? Wie kam Arthur zu Tode? Welche Rolle spielt Dr. Klaus Feldmann bei der Aufklärung der hochsommerlichen Attacke Lillys auf Arthur in der Küche genau? Langer Rede kurzer Sinn: Gabriele Wohmann beschreibt über dutzende Seiten hinweg platten Familienalltag haarklein und das Wesentliche, also die Ursachen der finalen Verhaftung der Protagonistin, wird bestenfalls ganz am Rande über Dritte beziehungsweise kaum angedeutet. Mit platt sind zum Beispiel die Details zu Claudia Grüblers Kindern und zu den durch den Roman geisternden Katzen, Hunden und Federvieh gemeint.

## Rezeption
- Sibylle Cramer: Eiszeit der Gefühle in der Zeit vom 2. April 1982.
- Peter Horn: „Sie strickt was für mich und es gibt eine Zwangsjacke“. Unterdrückung und Auflehnung in Gabriele Wohmanns ‚Das Glücksspiel‘ bei academia.edu, 2012.

### Erstausgabe
- Das Glücksspiel. Roman. Luchterhand, Darmstadt 1981, 234 Seiten, ISBN 3-472-86534-2.

### Verwendete Ausgabe
- Das Glücksspiel. Roman. Luchterhand, Darmstadt 1983, 143 Seiten, ISBN 3-472-61459-5.

### Sekundärliteratur
- Mona Knapp und Gerhard Knapp: Frauenunterdrückungsaugenblicke. Gabriele Wohmanns Roman ‚Das Glücksspiel‘. S. 139–160[5] in: Manfred Jurgensen (Hrsg.): Frauenliteratur. Autorinnen – Perspektiven – Konzepte. Lang, Frankfurt am Main und Bern 1983, 233 Seiten, ISBN 978-3-261-05013-7